# Marbode de Rennes
Marbode de Rennes (Angers, 1035-1123) fou un hagiògraf, himnòleg i poeta francès. Va ser ardiaca a Angers, França, i posteriorment professor catedralici i bisbe de Rennes (1096-1123), a Bretanya.

## Biografia
Marbode va néixer prop d'Angers, a Anjou, probablement a mitjans de la dècada de 1030. Va ser educat a Angers i almenys part dels seus primers ensenyaments les va rebre de l'ardiaca i mestre de la localitat Rainaldus (mort al voltant de 1076), que al seu torn hauria estat deixeble de Fulbert de Chartres. Diversos dels membres de la família de Marbode formaven part del seguici del Comte Folc IV d'Anjou. mestre de l'escola catedralícia. Fou nomenat bisbe de Roazhon el 1096.

## Obra
Les obres en llatí de Marbode van ser reconegudes en vida. Sigebert de Gembloux va elogiar l'estil intel·ligent del vers de Marbode, aproximadament entre 1110-1125.
Compta amb una variada obra en prosa, vides de sants, i en vers, la Historia Theophili, la Passio Sancti Laurentii i un nombre considerable d'himnes i d'odes i alguna sàtira, reconegudes posteriorment a la cort de Geoffroi II Plantagenet. Considerat com un dels poetes més grans del segle xii, fou molt celebrat per la seva obra Liber lapidum seu de gemmis, que explica les virtuts mèdiques i sobrenaturals d'una seixantena de pedres precioses, i que al segle xiv s'havia traduït al francès, el provençal, l'italià, l'irlandès i el danès, sent la primera obra impresa de Marbode. A Liber decem capitulorum recull una sèrie de consells pels practicants del cristianisme.